# Пиедикавало
Пиедикава̀ло (на италиански: Piedicavallo; на пиемонтски: Pedcaval, Педъкавал) е село и община в Северна Италия, провинция Биела, регион Пиемонт. Разположено е на 1050 m надморска височина. Населението на общината е 210 души (към 2010 г.).